# Villadia decipiens
Villadia decipiens là một loài thực vật có hoa trong họ Crassulaceae. Loài này được (Baker) Jacobsen miêu tả khoa học đầu tiên năm 1958.